# Bunter Espen-Frühlingsspanner

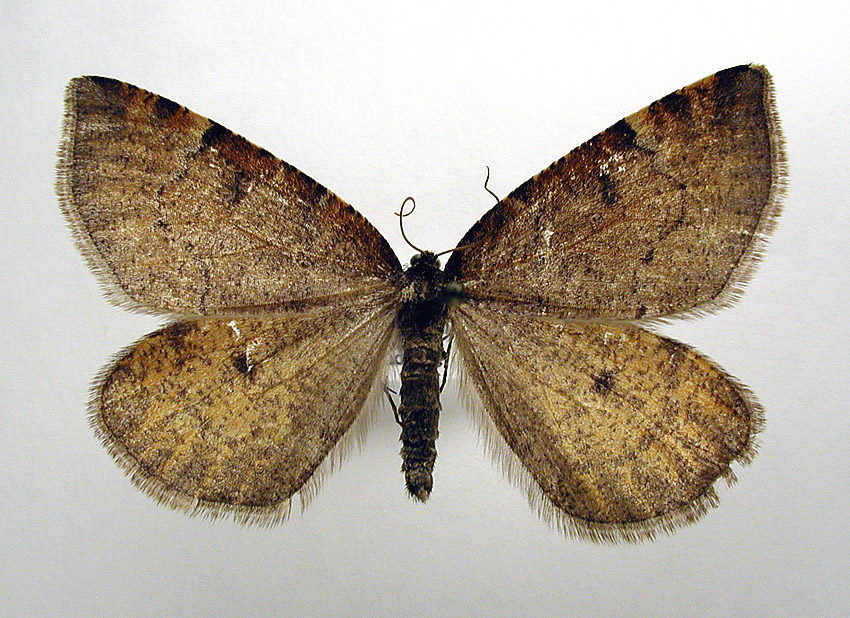
Epirranthis diversata, Männchen

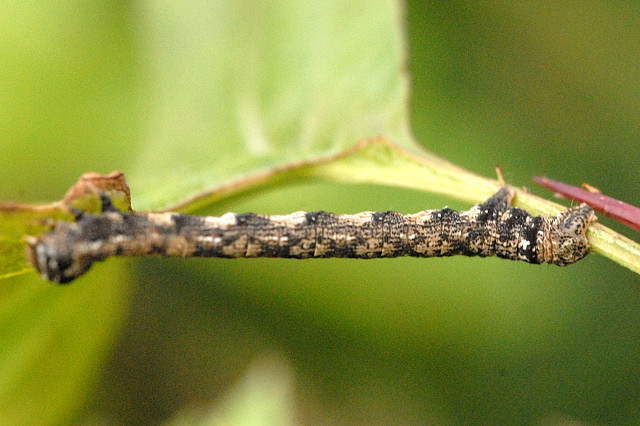
Raupe des Bunten Espen-Frühlingsspanners

Der Bunte Espenlaub-Frühlingsspanner (Epirranthis diversata) ist in Mitteleuropa die einzige Art aus der Unterfamilie Desmobathrinae. Die Desmobathrinae sind insgesamt eine kleine Unterfamilie der Spanner (Geometridae).

## Lebensweise
Die Falter fliegen von Anfang März bis Anfang Mai am Tag und in der Nacht. Sie wurden saugend an Weidenkätzchen beobachtet.
Das Ei ist weißlich bis leicht rötlich. Es besitzt um die Öffnung an der Spitze (Mikropyle) eine gefelderte Zone. Kurz vor dem Schlüpfen der Eiraupe färbt es sich intensiver rot. Die Raupe ist graubraun mit dunkler, hell gefasster Rückenlinie. Die jungen Raupen leben zwischen eingesponnenen Blättern. Ältere Raupen sollen sich am Boden verstecken. Die überwinternde Puppe ist klein, schlank und hellbraun.

## Futterpflanze der Raupen
Die Raupen der Art scheinen auf niedrige, junge Espen (Populus tremula) spezialisiert zu sein. In Gefangenschaft wurden aber auch Blätter von Pyramidenpappel und Schwarz-Pappel angenommen.

## Vorkommen
Die Art kommt in lichten Laubwäldern, Alleen, Parks, Gärten und Auenwälder vor, dort wo es die Futterpflanzen der Raupen gibt. Sie ist verhältnismäßig selten und in Deutschland streng geschützt. Die Art ist in der Roten Liste Deutschlands in die Kategorie 1 (vom Aussterben bedroht) eingeordnet.

## Systematik
In Mitteleuropa kommt nur eine Art und Gattung vor, die zu der Unterfamilie Desmobathrinae zu rechnen ist. Von vielen Autoren wird die Gattung noch in der Unterfamilie Oenochrominae geführt, zu der von manchen Autoren auch die Gattung Alsophila mit ihren zwei Arten gerechnet wurde. Diese Gattung wird heute aber meist als eigene Unterfamilie angesehen.